# Camponotus boghossiani
Camponotus boghossiani é uma espécie de inseto do gênero Camponotus, pertencente à família Formicidae.